# ADA Blois Basket 41
El Abeille des Aydes Blois Basket 41, más conocido como ADA Blois Basket 41, es un equipo de baloncesto francés con sede en la ciudad de Blois, que compite en la Pro B, la segunda competición de su país. Disputa sus partidos en la Salle du Jeu de Paume, con capacidad para 2.525 espectadores.

## Historia
Creado en 1907 bajo el nombre de Abeille des Aydes, el club inicialmente practicaba gimnasia y tiro, fue después de la guerra cuando empezaron a jugar al baloncesto.
Entre 1986 y 1995, el ADA Basket, entrenado por Jean-Raoul Baudry, pasó de la Régionale 2 (7ª división del baloncesto francés) a la NM2 (4ª división del baloncesto francés), incluyendo cuatro ascensos consecutivos de 1987 a 1991, pero al final de la temporada 1994-1995, el club se declaró en quiebra, descendiendo a la Régionale 1 (6ª división del baloncesto francés).
En 2001 (7 años después), el club regresó a la NM2. El 10 de septiembre de 2005, el ADA Blois disputó su primer partido en la NM1 (3ª división del baloncesto francés). Al final de la temporada 2005-2006, el equipo descendió a la NM2, pero al año siguiente (2006-2007) ascendió de nuevo a la NM1. Después de ser derrotado en la final de los play-offs de la NM1 en varias ocasiones (2012, 2013 y 2015), el 29 de marzo de 2016, el ADA Blois venció en casa al Rupella Basket 17 por 75-50, proclamándose campeón de la NM1 cinco jornadas antes de que finalizara, ascendiendo de esta manera por 1.ª vez en su historia a la Pro B (2ª división del baloncesto francés).
El 12 de mayo de 2018, el equipo se proclamó campeón de la  Pro B tras derrotar por 86-62 al Saint-Chamond Basket, ascendiendo de esta forma para la temporada 2018-2019 a la Jeep Élite (1ª división del baloncesto francés). Sin embargo, el 25 de junio de 2018, el centro de formación del club fue rechazado y no pudo ascender a la Jeep Élite, teniendo que disputar la temporada 2018-2019 en la Pro B. En 2020, aunque el equipo estaba 1.º en el Pro B, el campeonato fue cancelado debido a la Pandemia de COVID-19. La mayoría de clubes de la Jeep Élite votaron por finalizar la temporada 2019-2020 sin ascensos ni descensos, por lo tanto, el ADA Blois volvió a quedarse por 2.ª vez sin el sueño de jugar en la Jeep Élite. Pese a todo, la plantilla se mantuvo prácticamente sin cambios para la temporada 2020-2021, incluyendo a Tyren Johnson, que unas semanas antes había anunciado su marcha.
En 2022, después de finalizar la temporada en 4.ª posición, el ADA Blois derrotó por 2-0 a los Sharks d'Antibes en la final de los play-offs de la Pro B, ascendiendo ya si por fin por 1.ª vez en su historia a la Betclic Élite. Después de un excelente comienzo de temporada 2022-2023 en la Betclic Élite, el equipo se vino abajo en la 2.ª mitad de temporada, pero consiguió mantener la categoría tras quedar 16.º En 2024, tras dos temporadas en la Betclic Élite, el equipo descendió de nuevo a la Pro B a pesar de quedar 16.º, ya que el Metropolitans 92 (18.º clasificado) anunció su desaparición a final de temporada.

## Trayectoria
| Temporada | Nivel | Liga          | Pos.           | Resultado               | Copa de Francia  |
| --------- | ----- | ------------- | -------------- | ----------------------- | ---------------- |
| 1986-87   | 7     | Régionale 2   | 2.º            | -                       | -                |
| 1987-88   | 7     | Régionale 2   | 1.º            | Ascenso                 | -                |
| 1988-89   | 6     | Régionale 1   | 1.º            | Ascenso                 | -                |
| 1989-90   | 5     | Nationale 4   | 1.º (Grupo D)  | Ascensocuartos de final | -                |
| 1990-91   | 4     | Nationale 3   | 1.º (Grupo C)  | Ascensocuartos de final | -                |
| 1991-92   | 3     | Nationale 2   | 11.º (Grupo B) | -                       | -                |
| 1992-93   | 3     | Nationale 2   | 3.º (Grupo B)  | -                       | -                |
| 1993-94   | 3     | Nationale 2   | 2.º (Grupo B)  | Semifinales             | -                |
| 1994-95   | 3     | Nationale 2   | 3.º (Grupo B)  | -                       | -                |
| 1995-96   | 7     | Régionale 1   | 1.º            | Ascenso                 | -                |
| 1996-97   | 6     | NM4           | 1.º            | Ascenso                 | -                |
| 1997–98   | 5     | NM3           | 10.ª           | -                       | -                |
| 1998–99   | 5     | NM3           | 5.º            | -                       | -                |
| 1999–00   | 5     | NM3           | 3.ª            | -                       | -                |
| 2000–01   | 5     | NM3           | 1.º (Grupo G)  | Ascensosemifinales      | -                |
| 2001–02   | 4     | NM2           | 10.ª (Grupo B) | -                       | -                |
| 2002–03   | 4     | NM2           | 5.º (Grupo D)  | -                       | -                |
| 2003–04   | 4     | NM2           | 3.º (Grupo B)  | -                       | -                |
| 2004–05   | 4     | NM2           | 1.º (Grupo B)  | Ascensocampeones        | -                |
| 2005–06   | 3     | NM1           | 16.º           | Descenso                | -                |
| 2006–07   | 4     | NM2           | 2.º (Grupo B)  | Subcampeonesplay-offs   | 32.os de final   |
| 2007–08   | 3     | NM1           | 3.º            | -                       | 16.os de final   |
| 2008–09   | 3     | NM1           | 6.º            | -                       | -                |
| 2009–10   | 3     | NM1           | 8.º            | Cuartos de final        | 32.os de final   |
| 2010–11   | 3     | NM1           | 12.º           | -                       | 32.os de final   |
| 2011–12   | 3     | NM1           | 5.º            | Subcampeonesplay-offs   | 32.os de final   |
| 2012–13   | 3     | NM1           | 4.º            | Subcampeonesplay-offs   | Octavos de final |
| 2013–14   | 3     | NM1           | 8.º            | Cuartos de final        | 32.os de final   |
| 2014–15   | 3     | NM1           | 8.º            | Subcampeonesplay-offs   | 16.os de final   |
| 2015–16   | 3     | NM1           | 1.º            | Ascensocampeones        | 32.os de final   |
| 2016–17   | 2     | Pro B         | 9.º            | -                       | 32.os de final   |
| 2017–18   | 2     | Pro B         | 1.º            | -                       | Octavos de final |
| 2018–19   | 2     | Pro B         | 7.º            | Cuartos de final        | 16.os de final   |
| 2019-20*  | 2     | Pro B         | 1.º            | -                       | 64.os de final   |
| 2020–21   | 2     | Pro B         | 7.º            | Anulados                | Octavos de final |
| 2021–22   | 2     | Pro B         | 4.º            | Campeonesplay-offs      | 16.os de final   |
| 2022–23   | 1     | Betclic Élite | 16.º           | -                       | 16.os de final   |
| 2023-24   | 1     | Betclic Élite | 16.º           | Descenso                | 16.os de final   |

1. ↑  desciende debido a la desaparición del 18º clasificado, el Metropolitans 92.

*La temporada fue cancelada debido a la pandemia del coronavirus.

## Palmarés
- Pro B

-   -  Campeones (1): 2018
  -  Campeones Play-Offs (1): 2022

- NM1

-   -  Campeones (1): 2016

-   - Subcampeones Play-Offs (3): 2012, 2013, 2015

- NM2

-   -  Campeones (1): 2005

-   - Subcampeones Play-Offs (1): 2007

## Entrenadores
| - 1986-1995: Jean-Raoul Baudry - 1995-1999: Éric Aouizrat - 1999-2003: Christophe Ivars - 2003-2006: Gilles Versier - 2006-2011: Nicolas Faure | - 2011-2013: Hugues Occansey - septiembre 2013-diciembre 2013: Guillaume Quintard - diciembre 2013-febrero 2024: Mickaël Hay - desde febrero de 2024: David Morabito |

## Jugadores destacados
| - Kris Joseph (2019-2020) - Charles Abouo (2018-2019) - Omari Gudul (2018-2019) - Héctor Manzano (2014-2015) - Zakari Alao (2009-2011) - Milan Barbitch (2023-2024) - Johan Blot (2007-2011) - Pierre Brochard (2007-2015) - David Condouant (2008-2010) - Thomas Cornely (2014-2016, 2018-2023) - Kévin Dinal (2013-2014) - Cédric Ferchaud (2013-2015) | - Benoît Georget (1991-1995) - Stéphane Gombauld (2019-2020) - Rudy Jomby (2016-2017) - Olivier Kolb (2010-2011) - Teddy Maizeroi (2006-2008) - Benjamin Monclar (2014-2021) - Benjamin Recoura (2008-2012) - Paul Rigot (2021-2023) - Gary Staelens (2011-2013) - Alexis Tanghe (2019-2022) - Florian Thibedore (2013-2019) | - Jonathan Tornato (2011-2013) - Florent Tortosa (2014-2017) - Armel Traoré (2023-2024) - Ville Kaunisto (2011-2013) - Arminas Urbutis (2013-2015) - Amadou Sow (2022-2023) - Mbaye N'Diaye (2020-2023) - Jamar Abrams (2021) - Anthony Brown (2014-2015) - Nehemiah Brazil (2006-2009) - Jerrold Brooks (2017) - Rion Brown (2023-2024) | - Joe Burton (2018-2019) - Tobin Carberry (2023-2024) - Daviin Davis (2011-2013) - Richie Gordon (2015-2016) - Christopher Grimm (2010-2011) - Terrance Henry (2013-2024) - Jermont Horton (2011) - Robert Johnson (2022-2023) - Tyren Johnson (2017-2023) - Lorenzo Orr (2007-2008, 2009-2010) - Jaime Smith (2022-2023) - Zaire Taylor (2015-2016) | - Frank Turner (2016-2017) - Lamayn Wilson (2016-2017) - / Nobel Boungou Colo (2006-2007) - / Etienne Preira (1992-1993) - / Eric Boateng (2015-2017) - / Mohamed N'Dour (2006-2007) - / Jonathan Augustin-Fairell (2017-2018) - / Michael Craion (2019) - / Jaren Sina (2017-2018) - / Corey Raji (2013) |